# Lijst van bouwwerken van Hubert van Groenendael
Dit is een lijst van bouwwerken van architect J.H.H. (Hubert) van Groenendael (1868-1942).
Hubert van Groenendael bouwde kerken, kloosters, ziekenhuizen en scholen. Zijn werk mag niet worden verward met dat van J.H. (Jean) van Groenendael, zijn broer en eveneens architect. Ook zijn zoon H.F.M. van Groenendael en zijn andere broer N.J.H. van Groenendael en diens zoons J. van Groenendael en M. van Groenendael waren architect.
| Bouw      | Naam                                     | Plaats              | Bijzonderheden                               | Afbeelding  |
| --------- | ---------------------------------------- | ------------------- | -------------------------------------------- | ----------- |
| 1897-1899 | Mariënburgklooster                       | 's-Hertogenbosch    |                                              |             |
| 1901      | Sint-Ceciliaklooster                     | Zijtaart            |                                              |             |
| 1901-1903 | Sint-Nicolaaskerk                        | Helvoirt            |                                              |             |
| 1901-1904 | Sint-Nicolaaskerk                        | Meijel              | Verwoest in 1944                             |             |
| 1905      | Kapel van het Sint-Jozefklooster         | Venray              |                                              |             |
| 1905      | H. Lambertuskerk                         | Maren               | Verwoest in 1944                             |             |
| 1906-1907 | Sint-Josephkerk                          | Dongen              | Afgebroken in 2009                           |             |
| 1906      | Maria-Magdalenakerk                      | Rijen               |                                              |             |
| 1907-1909 | O.L. Vrouw van Goeden Raadkerk           | Mariaheide          |                                              |             |
| 1908      | Pastorie                                 | Oijen               |                                              |             |
| 1908-1910 | Instituut voor Doven                     | Sint-Michielsgestel |                                              |             |
| 1912      | Sint-Nicolaashuis (klooster)             | Mariaheide          |                                              |             |
| 1913-1916 | Sint-Lambertuskerk                       | Maastricht          |                                              |             |
| 1914      | Sint-Jacobus de Meerderekerk             | Zeeland             | Uitbreiding kerkgebouw                       |             |
| 1916      | O.L. Vrouwe Hulp der Christenenkerk      | Nieuwenhagen        |                                              |             |
| 1917-1918 | Steentjeskerk                            | Eindhoven           |                                              |             |
| 1918      | Huizen aan het Volksplein 4-12           | Maastricht          |                                              |             |
| 1919-1920 | Sint-Martinuskerk                        | Geulle              |                                              |             |
| 1921      | Onze-Lieve-Vrouw-Onbevlekt-Ontvangenkerk | Terwinselen         |                                              |             |
| 1921      | Margarethakerk                           | De Rips             | Afgebroken in 1971                           |             |
| 1922      | Heilig Hartkerk                          | Westerbeek          |                                              |             |
| 1924      | Sint-Pancratiuskerk                      | Hoogeloon           |                                              |             |
| 1924      | Sint-Pauluskerk                          | Eindhoven           | Afgebroken in 1996                           |             |
| 1925      | Sint-Gertrudiskerk                       | Wijlre              | Vergroting kerk                              | Kerk Wijlre |
| 1926      | Sint-Petrus' Bandenkerk                  | Bladel              |                                              |             |
| 1926      | Kapel van het Sint-Ursulaklooster        | Boxtel              |                                              |             |
| 1926      | H. Theresia van het kind Jesuskerk       | Moerstraten         |                                              |             |
| 1926      | Sint-Mauritiuskerk                       | Schin op Geul       | Nieuw koor voor bestaande kerk               |             |
| 1926-1927 | Sint-Willibrorduskerk                    | Esch                |                                              |             |
| 1927      | St. Joanna ziekenhuis                    | Goes                | Co-architect Leunis Willem Dekker            |             |
| 1927-1928 | Sint-Jozefkerk                           | Kerkrade            |                                              |             |
| 1929-1930 | Sint-Martinuskerk                        | Stein               | Nieuw schip en zijbeuken voor bestaande kerk |             |
| 1931      | H. Antonius Abtkerk                      | Riel                | Nieuw transept voor bestaande kerk           |             |
| 1932      | Sint-Odakerk                             | Boshoven            | Tijdelijke kerk, afgebroken in 1956          |             |
| 1932      | Sint-Josephkerk                          | Weert (Keent)       | Noodkerk met pastorie                        |             |
| 1933-1934 | Sint-Theresiakerk                        | Maastricht          |                                              |             |
| 1934-1935 | Johannes de Doperkerk                    | Meerlo              |                                              |             |